# Cyathosternum
Cyathosternum is een geslacht van rechtvleugeligen uit de familie veldsprinkhanen (Acrididae). De wetenschappelijke naam van dit geslacht is voor het eerst geldig gepubliceerd in 1882 door Bolívar.

## Soorten
Het geslacht Cyathosternum omvat de volgende soorten:
- Cyathosternum prehensile Bolívar, 1882
- Cyathosternum roseum Bolívar, 1914